# Florence Ross
Pour les articles homonymes, voir Ross.
Florence Agnes Ross (6 décembre 1870 - 10 juillet 1949) est une artiste peintre irlandaise. Elle est la cousine et amie de John Millington Synge.

## Enfance et famille
Florence Ross naît en Ulster le 6 décembre 1870. Elle est la plus jeune de trois enfants du révérend William Steward Ross et Agnes Ross (née Traill). Très peu de temps après sa naissance, la famille déménage au 3 Orwell Park, Rathgar à Dublin pour vivre avec sa grand-mère maternelle, Annie Traill. L'autre fille d'Annie Traill, la veuve Kathleen Synge, vit à côté au 4 Orwell Park. Florence et son cousin, John Millington Synge, grandissent donc ensemble et sont très proches. Ils partagent un intérêt pour l'histoire naturelle et gardent un cahier commun pour leurs observations et dessins d'animaux. Dans son autobiographie, Synge écrit sur son engouement pour Ross et que son enfance avec elle était le moment le plus heureux de sa vie. Ils ne restent pas aussi proches à l'âge adulte, mais Ross et la sœur de Synge sont les seuls participants lors de sa remise de diplôme au Trinity College à Dublin. En 1891, elle vit avec les Synges à Dún Laoghaire après la mort de sa mère, passant les étés avec eux au château de Kevin à Annamoe dans le comté de Wicklow, en passant le temps à dessiner. Elle va vivre avec son frère aux Tonga en 1895, où il est médecin et elle travaille comme femme de ménage. Au cours des 11 années suivantes, elle visite la Nouvelle-Zélande, l'Australie et l'Argentine, retournant en Irlande en 1906. Pendant son séjour en Irlande, Ross vit à Greystones, Clonlea, à diverses adresses à Dublin, et enfin à Blackrock. Elle dirige un club de dessin près de Glendalough.
Ross meurt à l'hôpital Royal City de Dublin le 10 juillet 1949,.

## Œuvre artistique
À partir de 1906, Ross consacre sa vie à la peinture, principalement aux paysages à l'aquarelle. Elle passe beaucoup de temps dans le comté de Wicklow avec sa cousine Elizabeth Synge ; une grande partie de son travail vient donc de là. Elle voyage et dessine également à Antrim, Donegal, Dublin, Galway et Kerry. Pendant son séjour à Great Blasket Island, elle esquisse la maison où Synge a séjourné dans la « maison du roi ». Elle expose avec la Watercolour Society of Ireland de 1927 à 1948, montrant environ 90 peintures. De 1929 à 1938, elle est exposée par la Belfast Art Society et l'Ulster Academy of Arts, et 8 peintures avec la Royal Hibernian Academy. Ses œuvres sont principalement des paysages, dont de nombreux bâtiments. Son travail ne fait pas l'objet d'une grande attention critique. Le musée et la galerie d'art du comté de South Tipperary, la galerie Hugh Lane et la collection municipale de Waterford ont tous des exemples de son travail.